# Emili Teixidor i Viladecàs
Œuvres principales
No pidas sardinas fuera de temporada (No demanis llobarro fora de temporada)
Emili Teixidor i Viladecàs, né le 22 décembre 1932 à Roda de Ter (Catalogne, Espagne) et mort le 19 juin 2012  à Barcelone, est un homme de lettres et écrivain de langue catalane.

## Biographie
Emili Teixidor est né le 22 décembre 1933 à Roda de Ter, en Catalogne. Il a suivi des études de droit, de philosophie, de littérature, et de journalisme. Pendant des années, il a travaillé comme professeur.
Pendant ses études, il se lie d'amitié avec le poète Miquel Martí i Pol. Ses premières productions littéraires datent de 1960. Il a contribué à plusieurs revues, notamment Cavall Fort et Oriflama, littérature pour les enfants. Il s'installa à Paris où il travailla en tant qu'éditeur.
Teixidor a reçu plusieurs prix littéraires, dont le Prix national de Littérature infantile et juvénile en 1997 et le Prix national de littérature de la Generalitat de Catalogne en 2004. Il a aussi reçu en 1992 la Creu de Sant Jordi, distinction décernée par la Generalitat de Catalogne.
Il a surtout écrit des livres pour les enfants mais aussi des romans pour adultes.

## Œuvre

### Romans pour la jeunesse
- Patucho (pseudónimo Emilio José, 1956)
- Los amigos de Patucho (pseudónimo Emilio José, 1959)
- Diego, Berta y la máquina de rizar niebla (1969)
- L'home que tenia els ulls a l'illa del tigre (cuento corto: contes per a nois i noies: selecció de contes de la revista Cavall Fort) (1971)
- Marcabrú y la hoguera de hielo (L'ocell de foc) (1972)
- Un aire que mata (1973)
- Dos contes rodons i un de llargerut (cuento corto. Quaranta, quaranta) (1979)
- Conexions interplanetàries (cuento corto: Ones sense fils: quinze contes, quinze autors) (1984)
- Quinze són quinze (1984)
- Renco y el tesoro (1986)
- El crímen de la hipotenusa (1988)
- Las alas de la noche (1988)
- Cada tigre en su jungla (1989)
- Federico, Federico, Federico (1991)
- El soldado de hielo (1992)
- El cuento de la rosa marchita (cuento corto) (1993)
- Corazón de roble (1994)
- No me llames Pedro (1995)
- La amiga más amiga de la hormiga Miga (1997) — Prix national de littérature d'enfance et de jeunesse
- El príncipe Alí (1997)
- Todas las hadas del munco  todas las brujas del universo (cuento corto: revista CLIJ) (1998)
- La hormiga Miga se desmiga (1999)
- Amigos de muerte (2001)
- Cuento de intriga de la hormiga Miga (2001)
- La vuelta al mundo de la hormiga Miga (2002)
- Los secretos de la vida de la hormiga Miga (2003)
- Ring 1-2-3 y el mundo nuevo (2003)
- La rosa, la roca i el llop (2003)
- La hormiga Miga..., liga! (2005)
- Quina gana que tinc! (2005)
- El fantasma de la biblioteca, o, la cadena secreta (2006)
- La hormiga Miga mega maga (2006)
- Ring 1-2-3 y la Lupa (2007)
- Cómo como (2007)
- La hormiga Miga se hunde en la historia (2009)
- El crímen del triangulo equilátero (2010)
- El crímen de la tangente (2011)
- La hormiga Miga en la biblioteca (2012)

### Essais
- En veu alta (1996)
- Les contraportades d'El Matí de Catalunya Ràdio (1996)

### Romans
- Sic transit Gloria Swanson (1979) — Prix de la critique Serra d'Or
- Retrat d'un assassí d'ocells (1988)
- Caza menor (1989)
- El primer amor (1992)
- El llibre de les mosques (2000) — Prix Sant Jordi du roman
- Pa Negre (2003) — Prix Lletra d'Or
- Laura Sants (2006)
- Els convidats (2010)

### Bande dessinée
- Lavinia 2016 (1967)
- Lavinia 2009 (1989)

### Scénarios de films
- 1981 : El vicari d'Olot de Ventura Pons